# Гуо
Гуо́ (фр. Gouaux, окс. Guaus) — коммуна во Франции, находится в регионе Юг — Пиренеи. Департамент — Верхние Пиренеи. Входит в состав кантона Арро. Округ коммуны — Баньер-де-Бигор.
Код INSEE коммуны — 65205.

## География
Коммуна расположена приблизительно в 690 км к югу от Парижа, в 120 км юго-западнее Тулузы, в 50 км к юго-востоку от Тарба.
Большую часть территории коммуны занимают леса.

## Климат
Климат умеренно-океанический с солнечной тёплой погодой и обильными осадками на протяжении практически всего года.

## Население
Население коммуны на 2010 год составляло 73 человека.
| 1962 | 1968 | 1975 | 1982 | 1990 | 1999 | 2010 |
| ---- | ---- | ---- | ---- | ---- | ---- | ---- |
| 42   | 42   | 34   | 46   | 62   | 58   | 73   |

## Администрация
| Период | Период | Фамилия      | Партия | Примечания |
| ------ | ------ | ------------ | ------ | ---------- |
| 2008   | 2014   | Жак Тушар    |        |            |
| 2014   | 2020   | Мишель Шазот |        |            |

## Экономика
В 2010 году среди 45 человек трудоспособного возраста (15-64 лет) 26 были экономически активными, 19 — неактивными (показатель активности — 57,8 %, в 1999 году было 79,4 %). Из 26 активных жителей работали 26 человек (12 мужчин и 14 женщин), безработных не было. Среди 19 неактивных 4 человека были учениками или студентами, 11 — пенсионерами, 4 были неактивными по другим причинам.

## Достопримечательности
- Часовня Св. Стефана (XII век). Исторический памятник с 1995 года[4]

## Фотогалерея

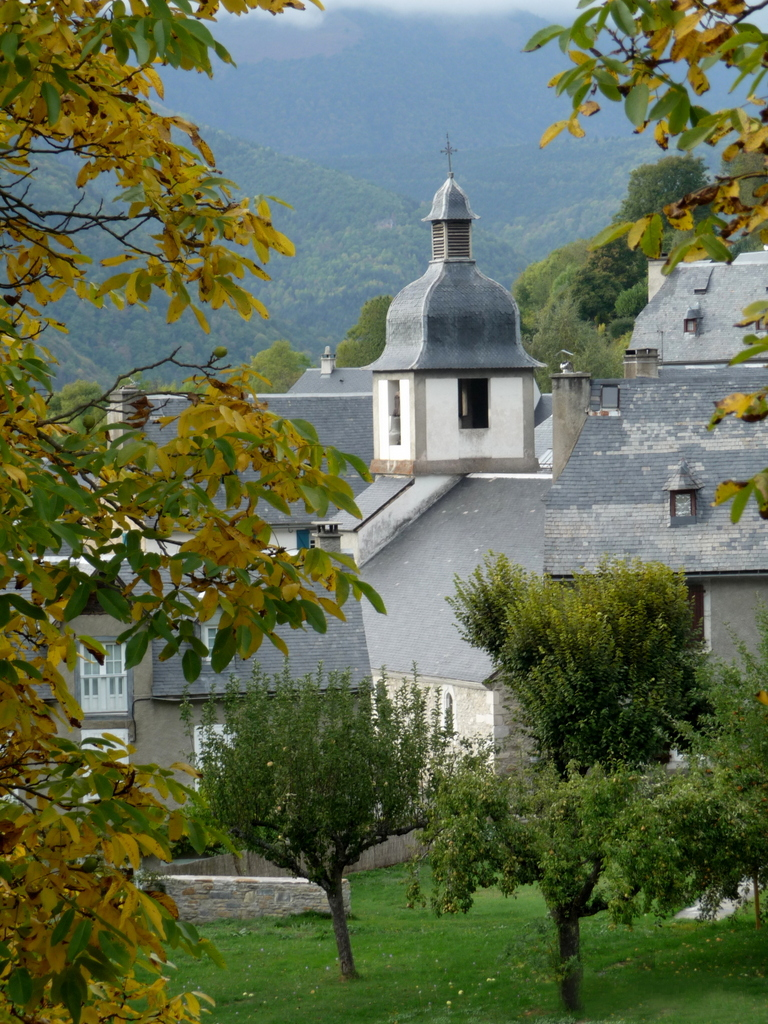
Церковь Нотр-Дам
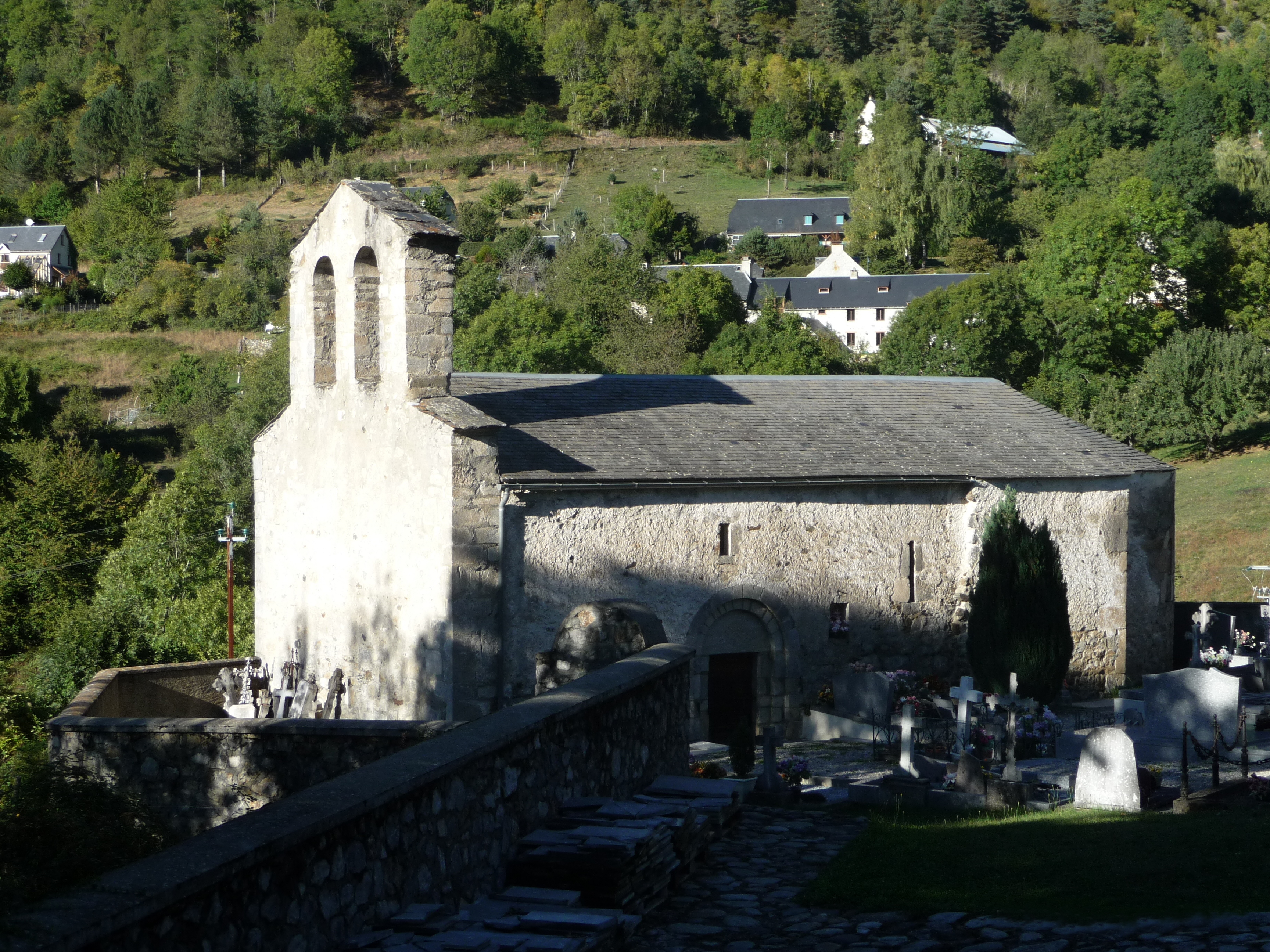
Часовня Св. Стефана
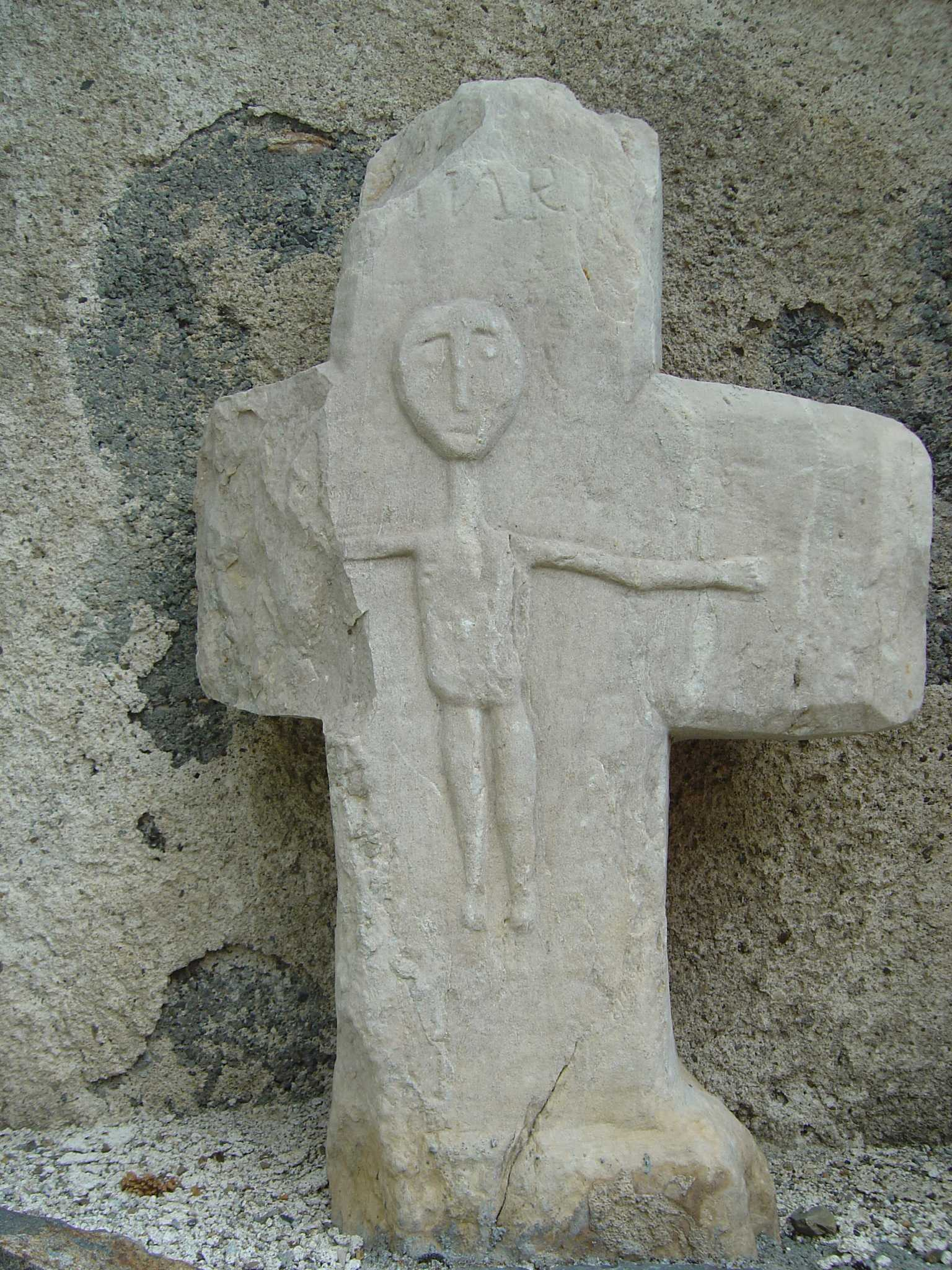
Крест на кладбище
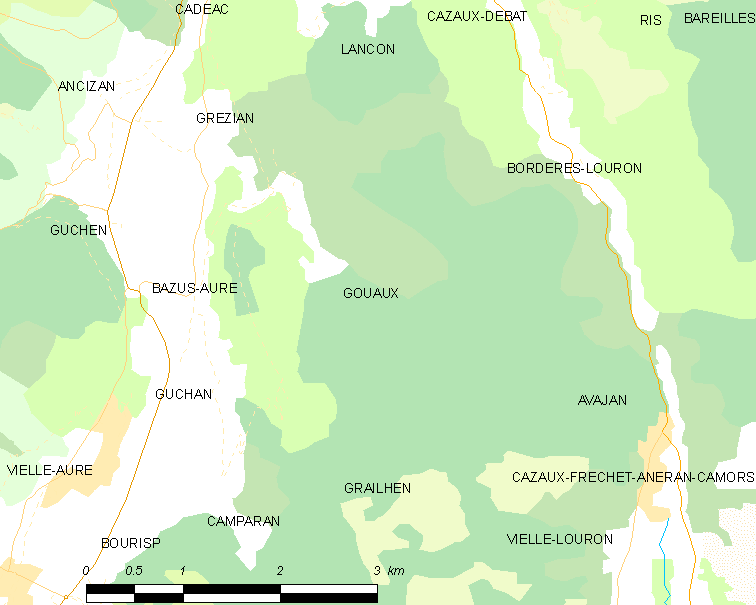
Карта коммуны